# Podumol
Podumol is een plaats in de gemeente Bosiljevo in de Kroatische provincie Karlovac. De plaats telt 36 inwoners (2001).